# Chus Herrero
Jesús María Herrero Gómez, auch Chus Herrero genannt, (* 10. Februar 1984 in Saragossa) ist ein spanischer Fußballspieler.

## Karriere
Chus Herrero ist eines von vielen Talenten, das den Sprung von Saragossas eigener Jugend in den Profifußball geschafft hat. So kommt er als Verteidiger auf bisher 18 Einsätze in der Liga in zweieinhalb Jahren Zugehörigkeit zum Profikader der Aragonier.
Einige Leihgeschäfte wurden nicht vollzogen, da er eine Alternative für das Stammpersonal stellte.